# Belgische kampioenschappen atletiek 1929
De Belgische kampioenschappen atletiek 1929 vonden, voor de mannen plaats op 14 juli in Antwerpen, 21 juli in Gentbrugge en 28 juli in Spa. 
De kampioenschappen voor vrouwen vonden plaats op 21 juli in Ukkel. Sidonie Verschueren kon vanwege een schorsing van één maand haar titel niet verdedigen. Haar clubgenoten van Atalanta trokken zich uit onvrede ook terug van deze kampioenschappen. Marie Stevens verbeterde het Belgisch record in het speerwerpen naar 24,98 m.

## Uitslagen
| Atleet              | Prestatie | Onderdeel            | Atlete              | Prestatie    |
| ------------------- | --------- | -------------------- | ------------------- | ------------ |
| Willy Dujardin      | 11,6 s    | 100 m                | Elise Vantruijen    | 13,6 s       |
| Robert Brouwer      | 23,2 s    | 200 m                | Juliette Segers     | 29,0 s       |
| Frans Prinsen       | 51,6 s    | 400 m                | -                   | -            |
| Philippe Coenjaerts | 2.00,2    | 800 m                | Jeanne van Kesteren | 2.38,8       |
| René Geeraert       | 4.06,2    | 1500 m               | -                   | -            |
| René Geeraert       | 15.54,0   | 5000 m               | -                   | -            |
| Jan Linsen          | 33.36,6   | 10.000 m             | -                   | -            |
| Armand Lepaffe      | 16,4 s    | 110 m horden         | -                   | -            |
| Adolphe Groscol     | 27,8 s    | 200 m horden         | -                   | -            |
| Ignace Russ         | 59,6 s    | 400 m horden         | -                   | -            |
| René Geeraert       | 10.36,0   | 3000 m steeple       | -                   | -            |
| Jean Hénault        | 1,75 m    | hoogspringen         | Léontine Stevens    | 1,47 m       |
| Gaston Etienne      | 3,40 m    | polsstokhoogspringen | -                   | -            |
| Jean Lefebvre       | 6,72 m    | verspringen          | Léontine Stevens    | 5,02 m       |
| Auguste Vos         | 12,87 m   | kogelstoten          | Lucie Petit         | 9,52 m       |
| Albert Baudry       | 36,00 m   | discuswerpen         | Jenny Toitgans      | 30,13 m      |
| Gaston Etienne      | 56,91 m   | speerwerpen          | Marie Stevens       | 24,98 m (NR) |

1889 · 
1890 · 
1891 · 
1892 · 
1893 · 
1894 · 
1895 · 
1896 · 
1897 · 
1898 · 
1899 · 
1900 · 
1901 · 
1902 · 
1903 · 
1904 · 
1905 · 
1906 ·
1907 ·
1908 · 
1909 · 
1910 · 
1911 · 
1912 · 
1913 · 
1914 · 
1919 · 
1920 · 
1921 · 
1922 · 
1923 · 
1924 · 
1925 · 
1926 · 
1927 · 
1928 · 
1929 · 
1930 · 
1931 · 
1932 · 
1933 · 
1934 · 
1935 · 
1936 · 
1937 · 
1938 · 
1939 · 
1940 · 
1941 · 
1942 · 
1943 · 
1944 · 
1945 · 
1946 · 
1947 · 
1948 · 
1949 · 
1950 · 
1951 · 
1952 · 
1953 · 
1954 · 
1955 · 
1956 · 
1957 · 
1958 · 
1959 · 
1960 · 
1961 · 
1962 · 
1963 · 
1964 · 
1965 · 
1966 · 
1967 · 
1968 · 
1969 · 
1970 · 
1971 · 
1972 · 
1973 · 
1974 · 
1975 · 
1976 · 
1977 · 
1978 · 
1979 · 
1980 · 
1981 · 
1982 · 
1983 · 
1984 · 
1985 · 
1986 · 
1987 · 
1988 · 
1989 · 
1990 · 
1991 · 
1992 · 
1993 · 
1994 ·
1995 · 
1996 · 
1997 · 
1998 · 
1999 · 
2000 · 
2001 · 
2002 · 
2003 · 
2004 · 
2005 · 
2006 · 
2007 · 
2008 · 
2009 · 
2010 · 
2011 · 
2012 · 
2013 · 
2014 · 
2015 · 
2016 · 
2017 · 
2018 · 
2019 · 
2020 · 
2021 · 
2022 · 
2023 · 
2024